# Italijanska armada v Rusiji
Italijanska armada v Rusiji (izvirno italijansko Armata Italiana in Russia; kratica ARMIR) je bil naziv za 8. italijansko armado Kraljeve kopenske vojske.  

## Zgodovina
Italijanska armada v Rusiji je bila naslednica Italijanskega ekspedicijskega korpusa v Rusiji. V prvi svetovni vojni je sodelovala v bitki pri Vittorio Venetu, v drugi svetovni vojni pa je bila med letoma 1942 in 1943 v Rusiji. Na vzhodni fronti je bila dodeljena  nemški armadni skupini B za zaščito čet, ki so napadle Stalingrad. Italijani, ki jim je poveljeval general Italo Gariboldi, so bili nameščeni ob reki Don med Pavlovskom in izlivom reke Hoper. Ko je sovjetska ofenziva novembra 1942 premagala nemške in romunske enote pod Stalingradom, so Italijani ostali brez povezave z zavezniki in 16. decembra so jih Sovjeti totalno porazili. Sledil je umik 2. in 35. korpusa armade. Že v januarju je naslednja sovjetska ofenziva premagala tudi korpus alpincev, ki se je prav tako začel umikati. V dveh tednih nazadovanja preko ruskih step so ostanki Osme armade utrpeli težke človeške izgube. Ruska kampanja je zaključila italijansko sodelovanje na vzhodni fronti in dokončno ukinila Osmo armado ARMIR.

## Organizacija
10. december 1942
- štab
Raggruppamento truppe a cavallo
9º Raggruppamento Artiglieria d’Armata
201o Regimmento Artiglieria Motorizzato
4º Raggruppamento Artiglieria contraerei
- Italijanski alpinski korpus
2. alpinska divizija »Tridentina«
3. alpinska divizija »Julia«
4. alpinska divizija »Cuneense«
nemški 612. artilerijski polk
- 2. korpus
3. pehotna divizija »Ravenna«
5. pehotna divizija »Cosseria«
- 35. korpus
nemška 298. pehotna divizija
9. polmotorizirana divizija »Pasubio«
- nemški 29. korpus
52. polmotorizirana divizija »Torino«
2. pehotna divizija »Sforzesca«
3. Celere divizija »Principe Amedeo Duca d’Aosta«
- 156. pehotna divizija »Vicenza«

## Oborožitev in oprema
Ob ustanovitvi armade je italijanski del imel:
- 7.000 častnikov,
- 220.000 članov moštva,
- 2.850 puškomitraljezov,
- 1.800 mitraljezov,
- 860 minometov,
- 380 47-mm topov,
- 19 samohodnih 47-mm topov,
- 225 20-mm topov,
- 52 76/46-mm protitankovskih topov,
- 960 drugih topov,
- 55 tankov L6/40,
- 25.000 vlečnih živali (konj in mul),
- 16.700 štirikolesnih motornih vozil,
- 4.470 2- ali 3-kolesnih motornih vozil in
- 1.130 vagonov.